# Oswaldia reducta
Oswaldia reducta là một loài ruồi trong họ Tachinidae.